# Великий Кобилин
Вели́кий Кобилин — село в Україні, в Овруцькій міській територіальній громаді Коростенського району Житомирської області. Кількість населення становить 207 осіб (2001). У 1941—44 роках — центр сільської управи.

## Населення
У 1906 році у селі налічувалося 384 мешканці, дворів — 70, у 1923 році — 88 дворів та 374 мешканці.
Відповідно до результатів перепису населення СРСР, кількість населення, станом на 12 січня 1989 року, становила 269 осіб. Станом на 5 грудня 2001 року, відповідно до перепису населення України, кількість мешканців села становила 207 осіб.

## Історія
Село Кобилин згадане як Кубилин в описі Овруцького замку від 1545 року, з переліком приписаних до нього міщан, боярів, селян та земель, а також повинностей та податей на користь замку, де сказано, що село було вотчиною князів Кубилинських (пізніше — Кобилинських), які отримали землі у власність від Олелька Володимировича, що підтверджено згодом Сигізмундом Августом. У 1571 році звідти вносили подимне 16 путніх боярів, а у 1581 році — 12 боярів по 15 грошів та 2 загродники по 6 грошів. Також згадується в акті від 10 січня 1650 року під іменем землі Кобилинської — король Ян Казимир підтвердив володіння дворянам Кубилинським землею Кобилинською та островом Круківським, за умови земської господарської служби. Грамоту споряджено на підставі попередньої, виданої Сигізмундом Августом про надані дворянські права Кубилинським, на заміну втрачених під час козацької війни всіх інших документів. Згадане під назвою в акті від 20 серпня 1679 року — дворянин Францішек Потоцький скаржився на дворян Івана та Каленика Кубилинських, учасників козацького повстання, що вони не дозволяли йому користуватися ділянкою землі в с. Кубилин, спалили господарські будівлі та вбили селянина, який мав зорати ту землю.
В другій половині 19 століття — село Кобилин (два села — Великий і Малий Кобилини) Норинської волості Овруцького повіту Волинської губернії, за 144 верти від Житомира, за 18 верст від Овруча, де розміщувалася також найближча поштова станція, за 164 версти від залізничної станції у Києві. Було заселене міщанами Кобилинськими. Дерев'яну церкву з такою ж дзвіницею збудовано у 1752 році, за кошти вірян. Землі при церкві — понад 12 десятин, без документів. До парафії належали села Паршева (3 версти), Круки (2 версти) та хутори Чабан (5 верст) і Мощаниця (10 верст). Дворів 125, православних — 985, римокатоликів — 6, юдеїв — 15. Сусідні парафії — Велідники (4 версти), Норинськ (5 верст), Хлупляни (6 верст). Лежало між шляхами з Овруча до Словечна та з Норинська до Велідник.
Наприкінці 19 століття — село Кобилин (в історичних документах — Кубилин) Норинської волості Овруцького повіту, на річці Норинь, за 5 верст від Норинська та 20 верст від Овруча, де розміщувалася також поштова станція. Була церковна парафія, до якої належали села Круки та Паршове. Мешканців — 613, дворів — 99.
У 1906 році — село Норинської волості (3-го стану) Овруцького повіту Волинської губернії. Відстань до повітового центру, м. Овруч, становила 18 верст, до волосного центру, міст. Норинськ — 5 верст. Найближче поштово-телеграфне відділення розміщувалося в Овручі.
У 1923 році увійшло до складу новоствореної Великохайчанської сільської ради, яка, 7 березня 1923 року, включена до складу новоутвореного Лугинського району Коростенської округи. Розміщувалося за 40 верст від районного центру, міст. Норинськ, та за 3 версти від центру сільської ради, с. Велика Хайча. 25 січня 1926 року, в складі сільської ради, передане до Овруцького району Коростенської округи. У 1941—44 роках — центр Великокобилинської сільської управи.
13 квітня 2017 року увійшло до складу новоствореної Овруцької міської територіальної громади Овруцького району Житомирської області. Від 19 липня 2020 року, разом з громадою, в складі новоствореного Коростенського району Житомирської області.